# Pedro Cases
Pedro Cases (19 de mayo de 1902-23 de febrero de 1974) fue un militar argentino, perteneciente a la Armada, que alcanzó el grado de capitán de navío. Se desempeñó como gobernador marítimo del Territorio de la Tierra del Fuego entre 1949 y 1950.

## Biografía
Nació en 1902. Ingresó en la Armada Argentina en 1919, egresando de la Escuela Naval Militar como guardiamarina en la promoción 53. Realizó su viaje de instrucción en la fragata ARA Presidente Sarmiento, en su viaje de instrucción XXIII.
En 1932 fue comandante del rastreador ARA Bathurst (M-1), en 1942 del ARA Drummond (M-2) y en 1946 del ARA Buenos Aires (T-6). También estuvo a cargo del arsenal de artillería de Zárate en 1947.
Entre septiembre de 1949 y enero de 1950, se desempeñó como gobernador marítimo del Territorio de la Tierra del Fuego, designado por el presidente Juan Domingo Perón. En su decreto de nombramiento, también fue designado como comandande del Sector Sur de la Zona Naval Marítima de la Armada. En 1950 fue comandante de la primera división de Torpederos.
Pasó a retiro con el grado de capitán de navío. Falleció en febrero de 1974, a los 71 años.